# تشيزاري بينديتي
تشيزاري بينديتي (بالإيطالية: Cesare Benedetti)‏ (و. 1987  م) هو راكب دراجة هوائية إيطالي.

## سباقات أو مراحل فاز بها
| التاريخ        | السباق                                  | المركز                      |
| -------------- | --------------------------------------- | --------------------------- |
| 12 مارس 2013   | تيرينو ادرياتيكو 2013                   | الثاني في تصنيف الجبال      |
| 18 مارس 2014   | تيرينو ادرياتيكو 2014                   | الثامن في تصنيف الجبال      |
| 04 أكتوبر 2015 | طواف لومبارديا 2015                     | المرتبة 14 في التصنيف العام |
| 06 مارس 2016   | جي بي إندوستريا وأرتيجياناتو 2016       | السابع في التصنيف العام     |
| 15 مارس 2016   | تيرينو ادرياتيكو 2016                   | الفائز في ترتيب التسلق      |
| 31 يوليو 2016  | Rad am Ring 2016                        | العاشر في التصنيف العام     |
| 16 سبتمبر 2018 | أوكولو سلوفينسكا 2018                   | المركز الثالث               |
| 26 يونيو 2022  | سباق الطريق للرجال في بطولة بولندا 2022 | السادس في التصنيف العام     |

## روابط خارجية
- تشيزاري بينديتي على موقع الاتحاد الدولي للدراجات (الإنجليزية)
- تشيزاري بينديتي على موقع أرشيف الدراجات (الإنجليزية)
- تشيزاري بينديتي على موقع إحصائيات الدراجات الإحترافية (الإنجليزية)
- تشيزاري بينديتي على موقع نسبة الدراجات (الإنجليزية)
- تشيزاري بينديتي على موقع CycleBase (الإنجليزية)